# Дворац Тракошћан
46° 15′ 33″ С; 15° 57′ 01″ И / 46.259167° С; 15.95022° И
Дворац Тракошћан је дворац у северној Хрватској.

## Положај
Налази се у Хрватском загорју, 23 km североисточно од Крапине, 40 km југозападно од Вараждина, у општини Бедња. Најближа места су Мацељ и Страхинчица. Са око 40.000 посетилаца годишње један је од најпосјећенијих двораца у Хрватској.

## Историјат
Дворац је подигнут у 13. веку као мања тврђава у систему утврђења Загорске кнежевине. У основи дворца препознатљиве су карактеристике једноставних романичких каштела 12. и 13. века. Од многобројних феудалних господара се истичу Цељски, Јан Витовец, Корвини, а након распада Загорске кнежевине, као посебно властелинство уживају га Гулаји, а од 1568. године Драшковићи.
Дворац је више пута прошириван и дограђиван. Знатније је дограђен 1592, када су Драшковићи подигли куле за топове са кровом (плоча са грбом и натписом Ивана II Петра Драшковића из 1592. године на западној кули). У то доба се дограђује спрат, повисује средишња кула и обликује двориште с аркадама. Поново се дограђује током 18. века, када куле добијају круништа, главна кула добија разведену лантерну, а око тврђаве гради се цинктура одбрамбених објеката, зидова и кула.
Запуштени замак обнавља 1850-1860. године подмаршал Јурај Драшковић у резиденцијални дворац. Обнова је, у духу романтизма, изведена у неоготичком стилу уз истовремену обнову читаве околине, где је уређен парк-шума с ретким дрвећем, вештачким језером и вртним објектима. Истакнути су елементи обновљеног дворца: улазна кула с покретним мостом и грбом Драшковић-Малатински из 18. века, витешка дворана с целовитим витешким оклопима из 16. века и заставама Драшковића из 18. века, збирка оружја с тешким брадатицама, пушкама и пиштољима на коло те турским оружјем, збирка портрета Драшковића и њихових рођака (Никола Зрински) из периода од 16. до 19. века, опус сликарке Јулијане Ердеди-Драшковић из друге половине 19. века, библиотека, као и други вредни експонати. У парку је капела светог Ивана из 1752. с каснобарокним намештајем.
Новије генерације породице Драшковић повремено бораве у Тракошћану, све до 1944. године када се исељавају у Аустрију. Убрзо затим дворац је национализован. Од 1953. године у дворцу је стална музејска постава, која осим верне реконструкције амбијената из периода обнове садржи вредне примерке барокног намештаја и ситних предмета. Дворац је данас у власништву државе.